# Língua chrau
Chrau /ˈtʃraʊ/ é uma língua Bahnárica falada por cerca de 1/3 das 22 mil pessoas do povo Cho Bo do sul do Vietnã. De forma diversa da maioria das línguas do Sudeste Asiático, o Chrau não apresenta tonscom função léxica, embora tenha uma significante variação de entonação em suas frases.

## Escrita
A língua Chrau usa o alfabeto latino numa forma quase similar à do vietnamita com 34 símbolos que incluem letras tradicionais e algumas com diacríticoss. Não se usam as letras F, X, Z. Usam-se as formas Ch, Hh, Ng. Nh. Ph, Th.